# Правете любов, а не война
Правете любов, а не война (на английски: Make love, not war) е антивоенен лозунг, който се свързва с контракултурата на 1960-те години, и най-вече хипи движението.
Най-напред е използван от тези, които се противопоставят на войната във Виетнам, но по-късно и от други антивоенни движения. Счита се, че се появява около 1967 година.
Лозунгът е популяризиран от много политически активисти. Така например Джон Ленън го използва в песента си „Mind Games“ през 1973 година. През същата година е използван и от Боб Марли в песента му „No More Trouble“. Фразата е използвана и в мюзикъла на Куийн „'We Will Rock You“.